# Crematogaster aloysiisabaudiae
Crematogaster aloysiisabaudiae es una especie de hormiga acróbata perteneciente a la tribu Crematogastrini, de la subfamilia Myrmicinae, orden Hymenoptera.
Los ejemplares de esta especie pueden medir entre 3,0 y 3,5 mm de longitud. Por lo general, son de color amarillo aunque puede variar a marrón. Se cree que es sinónimo de cavinota.

## Taxonomía
Se atribuye su descripción al italiano Carlo Menozzi, quien la citó por primera vez en 1930. La especie aparece registrada en la sección Formiche della Somalia italiana meridionale de Memorie Della Società Entomologica Italiana, 9, 76–130, publicada por Menozzi, C. en 1930.

## Distribución
Se distribuye por África, en Somalia.